# Dasyuromyia nervosa
Dasyuromyia nervosa är en tvåvingeart som först beskrevs av Walker 1836.  Dasyuromyia nervosa ingår i släktet Dasyuromyia och familjen parasitflugor. Inga underarter finns listade i Catalogue of Life.